# Kivusøen
Kivusøen (Lake Kivu) ligger i Centralafrika på grænsen mellem Den Demokratiske Republik Congo og Rwanda ved millionbyen Goma. Kivusøen løber ud i Ruzizi-floden, som løber mod syd til Tanganyikasøen. Med 485 meters dybde er det en af verdens dybeste søer. Dens overflade er dobbelt så stor som Lollands. Den første europæer der så floden, var den tyske grev Adolf von Götzen i 1894.

## Dødens sø
Kivusøen ligger i den fordybning der kaldes Den Østafrikanske Rift og er en af "dødens søer" i Afrika sammen med
Nyossøen og Monounsøen. Tilnavnet har den fået, da den opløst i de nedre vandlag indeholder store mængder af metan og kuldioxid. Mængden af metan skønnes til at være 65 km³ og af kuldioxid 300 km³. Kuldioxiden er primært af vulkansk oprindelse og metangassen stammer fra mikrobiel omdannelse af kuldioxid og fra forrådnelse af døde planter og plankton. Desuden indeholder søen mindre mængder af svovlbrinte, der også er giftig.
I tilfælde af et limnisk udbrud eller et jordskælv kan søen eksplodere som en flaske champagne og de frigjorte gasser vil udgøre en potentiel fare for kvælning og forgiftning af de omkringboende 2 mill mennesker ("drukning" i kuldioxid på grund af kuldioxidens højere densitet end atmosfæren). 
I 2021 blev Goma beordret evakueret i forbindelse med et udbrud af vulkanen Nyiragongo da lavastrømme truede byen og søen og kunne forårsage et limnisk udbrud i søen ved at hæve søens temperatur.
Der er nu bestræbelser i gang for at afgasse søen.

## Galleri
- Satellitbillede af Kivusøen
- Kort over området
- Kivusøen